# 14654 Rajivgupta
Tiểu hành tinh 14654 Rajivgupta (tên phổ biến 1998 YV16) được đặt tên theo nhà thiên văn học nghiệp dư và cựu chủ tịch của Hội Thiên văn học Hoàng gia Canada, tiến sĩ Rajiv Gupta. Đây là một tiểu hành tinh vành đai chính được phát hiện bởi nhóm Spacewatch.